# 昭代橋
昭代橋（しょうだいばし）は、福島県本宮市の阿武隈川に架かる福島県道118号本宮岩代線の橋。下ノ橋とも称する。

## 概要
- 全長：172.2m
  - 主径間：43.1m
- 全幅：7.5（12.1）m
- 形式：4径間連続非合成鋼鈑桁橋
- 竣工：1983年
- 施工：石川島播磨重工業・松尾橋梁共同企業体[1]

本宮市中心市街地を流れる一級水系阿武隈川水系に架かる。西詰は本宮字荒町に位置し、当路線の起点である福島県道28号本宮三春線との交点がある。東詰は高木字北ノ脇に位置し、福島県道73号二本松金屋線との交点がある。橋は車道2車線で両側に歩道が設置されている。現在掛かる橋は1976年度に地方道橋梁整備事業として着工され、1983年に竣工した当地に架かる永久橋としては2代目の橋梁である。かねてより、当地の橋梁が周辺の住民に大変親しまれていたことから、1980年8月に当時の福島県副知事により行政の文化化の一環として提唱された、文化のための1パーセントシステムを当橋梁に適用することが1982年度に決定され、文化化のための予算が割り当てられた。これにより、「橋脚部分に安達太良山を望める橋上広場の設置」「親柱の一部に旧橋梁の親柱を再利用し、戦時中に撤去された橋梁灯を再現」「本宮市の頭文字である「本」をかたどった街路灯と、当橋梁周辺で行われる舟漕ぎ競争や、生息するサギをモチーフにした高欄、タイルの設置」などが行われた。

## 沿革
当地は古くから三春へ向かう三春街道を経由し平へ向かう岩城街道、小浜（現二本松市）を経由し相馬へ向かう相馬街道といった塩の道として重要な街道筋と、奥州街道の宿場町として栄えた本宮を結ぶ交通の要衝であり、相馬藩の参勤交代のルートであったため重要な渡河地点であった。上流から上舟場、中舟場、下舟場と三箇所の渡船場が設けられていたが、公的には当地に当たる下舟場が用いられた。
1873年（明治6年）に初代の橋にあたる板橋が下舟場の近くに建設され、渡船場の通称から下の橋と呼ばれた。しかし記録に残る限り明治29年、明治42年、大正2年8月、昭和3年、昭和4年5月と度重なる流出に見舞われ、町や住民にとって永久橋の架設が悲願であった。1929年（昭和4年）、永久橋建設の機運が高まると住民らにより下ノ橋架替寄附者会が立ち上げられ、行政当局への働きかけが行われた。建設中は代用橋として板を並べた橋が用いられていたが、床板が外れるような簡易的な構造であったため、1930年に少女が床板を踏み外し川に落下し溺死する事故が発生している。
1931年（昭和6年）6月、鉄筋コンクリート製桁橋の永久橋が竣工。総事業費は当時の価格で2万4808円、そのうち約4分の1の6777円は住民からの寄付による。公募により荒町の男性が娘の名義で応募した、昭和の代にちなむ昭代橋の橋名が採用され、2月21日に命名された。8月5日に渡橋式が盛大に執り行われ、夫婦3代と本宮小学校の1年生の児童に依る渡り初めが行われた。1953年（昭和28年）公開の警察日記（森繁久彌主演）や1965年（昭和40年）公開のこころの山脈（山岡久乃主演）といった映画の舞台になったことでも知られる。しかし1955年、明治期に安達郡和木沢村に合併した高木地区が分離し本宮町に合併したことで、高木地区の中学生が橋を渡り本宮町立本宮第一中学校へ通学するようになると、通学路としての幅員の狭さが問題となってきた。1970年には本宮町立高木小学校が本宮町立本宮小学校へ統合され、橋が小学生の通学にも用いられるようになると、歩道を確保するため路面上にガードレールが設置され、高欄には金網製のフェンスも設置された。また、交通量の増大とそれによる老朽化から重量制限、高さ制限のために高さ2 mの制限バーが両端に設置され、交通に支障をきたしてきたために1976年（昭和51年）から現在の橋への架替が事業化され、50mほど下流の位置に建設された。旧昭代橋の親柱のレリーフデザインは現在の橋の親柱にも受け継がれており、旧橋の架橋地点の東側には当時の親柱と欄干が残されている。現橋の袂にはもう一つの旧橋の親柱と橋の歴史を記した案内板が記念碑として設置されている。

## 上中下三橋
この昭代橋の南（上流側）には安達橋（通称、中の橋）、上ノ橋という橋が架かっている。この三橋は本宮地区と沿岸の地区を結ぶ重要な役割として現在でも大きな役割を果たしている。

## 隣の橋
（上流） - 安達橋 - 昭代橋 - 安達太良大橋 - （下流）